# 인텔 8253

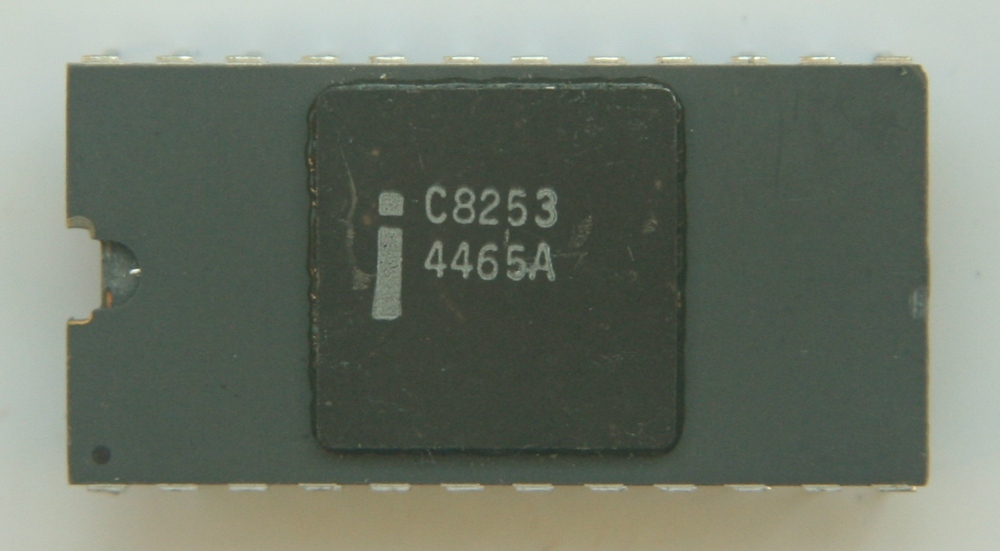
인텔 C8253

인텔 8253 프로그래밍 가능 주기적 타이머. 인텔 8254의 핀은 동일하다.

인텔 8253(Intel 8253) 및 8254는 3개의 16비트 카운터를 사용하여 타이밍 및 계산 기능을 수행하는 프로그래밍 가능한 주기적 타이머(PIT)이다.
825x 제품군은 주로 인텔 8080/8085 프로세서용으로 설계되었지만 나중에 x86 호환 시스템에서도 사용되었다. 825x 칩 또는 더 큰 칩에 내장된 등가 회로는 모든 IBM PC 호환 장치 및 Vector-06C와 같은 소련 컴퓨터에서 발견된다.
PC 호환에서는 타이머 채널 0이 IRQ-0(가장 높은 우선순위 하드웨어 인터럽트)에 할당된다. 타이머 채널 1은 DRAM 새로 고침에 할당된다(적어도 80386 이전의 초기 모델에서는). 타이머 채널 2는 PC 스피커에 할당된다.
인텔 82c54(CMOS 로직의 경우 c) 변형은 최대 10MHz 클록 신호를 처리한다.

## 같이 보기
- APIC
- 고정밀 이벤트 타이머